# Tour della nazionale maschile di rugby a 15 delle Tonga 1998
Tra il 1997 e il 1999, la nazionale di Tonga di "rugby a 15" si reca varie volte in tour per prepararsi al Coppa del mondo del 1999

## 1998: in Nuova Zelanda
| 12 giugno 1998 | Manakua Cunties | 25 – 22 | Tonga XV |  |

| Paeroa 16 giugno 1998 | Thames Valley | – | Tonga XV |  |

| 17 giugno 1998 | New Zealand Māori | 66 – 7 | Tonga XV |  |

| 20 giugno 1998 | New Zealand A | 66 – 7 | Tonga XV |  |

| 24 giugno 1998 | NZ Academy | 48 – 0 | Tonga XV |  |